# Grillu 'nnammuratu/Datimi un paiu d'ali
Grillu 'nnammuratu/Datimi un paiu d'ali è il 12° singolo di Domenico Modugno.

## Il disco
Fu il più grande fiasco di Modugno durante il periodo RCA, e quindi questa versione del vinile ad oggi è davvero introvabile.
La prima canzone racconta la storia d'amore di un grillo innamorato della luna, e l'idea fu riutilizzata vent'anni dopo in una canzone contenuta nell'antologia Tutto Modugno col titolo  Lu grillu e la luna (con musica e testo diverso, solo la storia raccontata è la stessa).
La seconda canzone non fu mai ristampata in questa versione, ma venne reincisa da Modugno con un altro testo ed il titolo cambiato in Notte chiara, ed inserita nella commedia musicale Rinaldo in campo, divenendo uno dei motivi più noti del cantautore.
Entrambi questi brani sono stati stampati in CD in L'arca di Modugno.